# Уорнер, Фредерик Эдвард
Фредерих Эдвард Уорнер (также был широко известен псевдоним Нед, англ. Frederick Edward Warner; 31 марта 1910 — 3 июля 2010) — английский химик-инженер, знаменит за свои новаторские работы по проектированию химических заводов и политике в области охраны труда, техники безопасности, оценки рисков и защиты окружающей среды на химических предприятиях.
В 1968 году указом королевы Великобритании Елизаветы II за заслуги в области химической инженерии был посвящен в рыцари, член Лондонского королевского общества (1976), основатель Королевской инженерной академии Великобритании (1976).

## Биография

### Образование
Родился 31 марта 1910 года в Лондоне, став первым ребёнком в семье швеи Анны-Элизабет (урождённой Вули) и полицейского Фредерика, переехавшего из Саффолка. У Фредериха Эдварда есть брат Артур, также химик, и сестра Элси, ставшая воспитательницей в детском саду.
Первые семь лет жизни Уорнер жил в квартире Совета Лондонского округа в бедном районе Проспект-Террас, Грейс-Инн-Роуд. После возвращения отца с Первой мировой войны его полицейские обязанности вынудили семью переехать в район Ванстед.
Уорнер получил стипендию компании «Drapers' Company» в школе Бэнкрофт в Вудфорд-Грин, Эссекс. Был учеником дневного отделения, а с 1922 по 1929 год учеником пансиона. В школьные годы, помимо учёбы, будущего химика-инженера интересовала поэзия, монументальные произведения искусства, музыка и спорт. Уорнер пел в хоре и занимался игрой на скрипке в джазовом коллективе. Спорт также имел большое значение, он много играл в регби-футбол  и регби-5.
В 1929 г. Уорнер выиграл стипендию «Старые Банкрофты» на обучение в Университетском колледже Лондона. В 1931 г.  получил диплом с отличием второго класса по химии и физике, но работы практически не было, поэтому он продолжил обучение в трехлетней аспирантуре на факультете химической инженерии. Первый год обучения Фредерих Эдвард провалил, несмотря на это в 1933 году он получил диплом инженера-химика и продолжил свои исследования, но так и не получил степень доктора философии.

### Карьера
В 1934 г. Уорнер устроился инженером-химиком в компанию «A. Boake Roberts» в Стратфорде на завод по производству этилацетата, а после перешел на завод по производству бромметана, где столкнулся с потерей чувствительности в руках. Лечащий врач Фредериха установил, что это связано с повреждением нервных окончаний при работе с бромметаном. Так он впервые познакомился с вопросами охраны труда, техники безопасности и оценки рисков. В 1940 г. М.Б. Дональд настоятельно рекомендовал Уорнеру стать начальником строительного отдела в фирме «Chemical Construction Corporation». Работая в компании, Фредерих участвовал в создании заводов по производству серной и азотной кислот во время войны в Великобритании.
В 1956 г. Х.В. Кремер предложил Уорнеру создать консалтинговую химико-технологическую компанию «Cremer and Warner». Уорнер с 1963 году вплоть до выхода на пенсию в 1980 году оставался главным партнером. Компания смогла быстро завоевать международную репутацию в различных областях химической инженерии. В консалтинговой компании Фредерих работал в течение 35 лет в составе группы, консультирующей правительство Индии в области химической инженерии. Среди других проектов Уорнера было консультирование Института изучения серы и Международных организаций производителей суперфосфатов.
В конце 1960-х - начале 1970-х годов компания стала уделять большее внимании экологическим аспектам в вопросах планирования. Кремер и Уорнер были назначены консультантами суда по расследованию катастрофы во Фликсборо, произошедшей 1 июня 1974 года. Фредерих внес большой вклад в расследование аварии и в подготовку отчетов. Более того, он стал все чаще привлекаться для участия комитетах по охране окружающей среды.

### Зрелые годы
После выхода на пенсию из компании «Cremer and Warner» в 1980 году Уорнер все больше интересовался вопросами, связанными с риском и загрязнением окружающей среды. В 1982 году он вступил в Научный комитет по проблемам окружающей среды, в котором возглавлял три крупных проекта: «Экологические последствия ядерной войны», «Пути искусственных радионуклидов», «Радиация в ходе испытательных ядерных взрывов». Имея знания и опыт в последствиях радиационного заражения, возглавил первую международную группу в Чернобыль после аварии 1986 года.
Сэр Фредерих Эдвард Уорнер умер 3 июля 2010 года в возрасте 100 лет.

## Научная деятельность
Уорнер внёс большой вклад в развитие химической инженерии. Основные работы посвящены вопросам проектирования химических заводов и экологическим аспектам химической инженерии.

### Начало научной карьеры
После получения диплома химика-инженера продолжил заниматься исследованиями по пенообразованию и снижению трения совместно с В.Э. Гиббсом. Работая на различных химических предприятиях, Уорнер приобрел ценный опыт в области химии фосфатов и поверхностно-активных веществ, а также задумался об охране труда и технике безопасности рабочих. Изучение засорения теплообменников из-за роста железобактерий Gallionell и Leptothrix ochracea послужило основой для дальнейших работ по исследованию пенициллина.
Большой опыт проектирования заводов по производству серной и азотной кислот на Королевских артиллерийских предприятиях послужил основой для первой публикации Уорнера – доклада в Институте инженеров химиков в 1946 году. В нём он описывал работу в компании «Chemical Construction Corporation», которая занималась строительством заводов по производству кислот в Великобритании во время войны.

### Исследования в консалтинге «Cremer and Warner»
Широкий спектр проектов правительства Индии включал в себя исследования морской соли, кальцинированной соды, удобрений, смол и орех кешью. Уорнер оказывал помощь в разработке способа производства комплексных удобрений, включавшего приллирование (процесс, когда жидкая фаза затвердевает при прохождении через высокую колонну).
Начав работу в Национальном совете по углю, Уорнер посетил СССР, где в Туле  разрабатывались технологии на основе бурого угля, а в Лисичанске – на основе каменного угля. Вернувшись в Англию, учёный продолжил эти исследования, рассматривая возможности применения разработок как для газификации угля, так и для газификации нефти.

### Работы по защите окружающей среды
После аварий в Фликсборо (1974) и Чернобыле (1986) Уорнер публикует ряд статей в авторитетных научных журналах, статью в газете, выступает на передаче и принимает приглашения прочитать множество престижных лекций. Публикации были посвящены вопросам загрязнения окружающий среды, в особенности радиационной безопасности. Фредерих с коллегами пришли к мнению, что последствия радиации могут проявляться через десятилетия, и к тому времени люди уже будут мертвы. Благодаря усилиям Уорнера была создана организация «Волонтеры ионизирующего излучения» в которую вошли около 100 специалистов и ученых.

## Семья
Уорнер был женат дважды. В 1934 году он заключил брак с барристером Маргарет Андерсон Маккреа. Они познакомились во время обучения в Университетском колледже Лондона. В этом браке родились четверо детей: сын Роберт (род. 1937), дочь Элизабет (род. 1939), дочь Диана (1944 – 1948), умершая в дорожной аварии, и сын Питер (род. 1950). Третья дочь в семье, Джудит, была приемной. Первый брак закончился разводом, и Нед впоследствии женился на Барбаре Рейнольдс.

## Почётные звания
- 1968 – посвящение в рыцари за заслуги в области химической инженерии
- 1976 – член Лондонского королевского общества
- 1983 – приглашенный профессор химии в Эссекском университете

Также Уорнер занимал должность приглашенного профессора в Университетском колледже Лондона, Имперском колледже, университетах Эксетера  и Сиднея.

## Награды
- 1955 – медаль Осборна Рейнольдса за заслуги перед Институтом инженеров-химиков
- 1978 – медаль Леверхулма
- 1982 – медаль Бьюкенена
- 1984 – Райнландская премия по охране окружающей среды
- 1991 – премия Жерара Пиеля «За служение науке во благо человечества»

## Коллеги об Уорнере
Коллега по работе Дон Фрешуотер прекрасно описал характер и влияние Уорнера, назвав его «экстравертом, энергичным человеком, способным очаровать птицу с дерева. В нем скрывался ум, похожий на стальной капкан».